# Horst Franke (Fußballspieler, 1929)

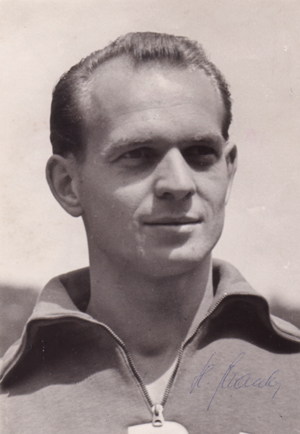
Horst Franke (1953)

Horst Franke, genannt „Hotta“, (* 23. Januar 1929 in Grube Marga/Briesker Kolonie in Brandenburg; † 14. November 2006) war ein deutscher Fußballspieler von BSG Aktivist Brieske-Ost und SC Aktivist Brieske-Senftenberg, der von 1949 bis 1962 für die „Briesker Knappen“ in der DDR-Oberliga in 294 Spielen 73 Toren geschossen hat.

## Karriere

### Jugend und Beginn nach dem Zweiten Weltkrieg, 1945 bis 1949
Im Alter von 16 Jahren fing Horst Franke bei der SG Marga in der 1. Jugendfußballmannschaft an. Eine technische Grundausbildung besaß er in diesem Alter bereits dank des täglichen Fußballspiels mit Klassenkameraden und Dorfkindern. Auch mit dem Handball hatte er aktiv Bekanntschaft gemacht. In der 1. Jugendmannschaft von Grube Marga wurde das Gerüst der späteren Oberliga-Mannschaft aufgebaut. Im Jahr 1946 kam Horst Franke in die Ligamannschaft von SG Marga. Dabei profitierte er von der Erfahrung der älteren Spieler Hermann Fischer und Erich Lehmann, die in den Kriegsjahren 1941 bis 1943 mit SV Marga in der Gauliga Berlin-Brandenburg gespielt hatten. Als erstmals in der Saison 1946/47 nach dem Zweiten Weltkrieg die Brandenburger Landesmeisterschaft ausgetragen wurde, war der Dorfverein Marga sportlich noch nicht so weit, um sich für die Endrundenspiele qualifizieren zu können. In der Saison 1947/48 feierte Horst Franke mit SG Grube Marga im Fußballbezirk Westlausitz die Meisterschaft. Die persönliche wie auch die Weiterentwicklung der Mannschaft hielt in der Saison 1948/49 an. Am 31. Oktober 1948 wurde Franke bereits in die Landesauswahl von Brandenburg berufen. Das während der Saison in Franz-Mehring Marga umbenannte Team mit dem Linksaußen Horst Franke gewann zuerst die Meisterschaft in der Landesliga, Staffel Ost, vor RW Cottbus und der ZSG Großräschen. In allen drei Finalspielen gegen den Meister der Weststaffel, SG Babelsberg, agierte der 20-Jährige als Linksaußen. Beim Entscheidungsspiel am 24. April 1949 in Eberswalde brachte er sein Team in der 18. Spielminute mit 1:0 in Führung. Landesmeister von Brandenburg wurde jedoch Babelsberg mit einem 2:1-Sieg. Als Vizemeister nahm Marga an der zum zweiten Mal ausgetragenen Ostzonenmeisterschaft teil, wo die Mannschaft im Viertelfinale nach einer 0:4-Niederlage gegen Eintracht Stendal ausschied. Der Auswahltrainer der Ostzone, Helmut Schön, berief Horst Franke zum Test-Spiel am 6. Juni 1949 in Leipzig gegen Sachsen; Franke empfand es als „Ehre ..., unter Leitung von Helmut Schön trainieren und spielen zu dürfen“. Mit dem Gewinn des Landespokals von Brandenburg durch einen 4:0-Erfolg gegen SG Babelsberg wurde die Runde erfolgreich abgeschlossen. Die materielle und finanzielle Unterstützung, die der Mannschaft nach deren Umbenennung in BSG Franz-Mehring Marga von dem gleichnamigen Betrieb zuteilwurde, trug zur Verbesserung der gesamten Mannschaft bei.

### DDR-Oberliga, 1949/50 bis 1961/62

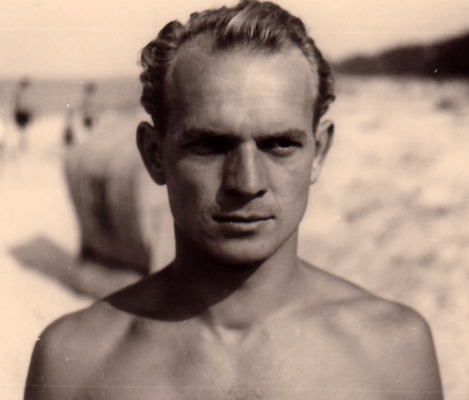
Horst Franke vor der Saison 1952/53

Bei der im Jahre 1949/50 erstmals ausgetragenen Meisterschaft der Zonenliga erreichte Franz-Mehring Marga den sechsten Tabellenplatz. An der Seite von Spielertrainer Hermann Fischer und Routinier Erich Lehmann bestritt Horst Franke 26 Spiele und erzielte dabei drei Tore. In den Heimspielen wurde eine positive Punktebilanz von 20:6 erreicht, der Zuschauerschnitt von 5.310 überschritt die Einwohnerzahl des 3.500-Ortes Brieske-Ost. Im August und September 1949 absolvierte Horst Franke zwei Spiele in der Landesauswahl Brandenburg, im April 1950 folgte das dritte Spiel. Silvester 1949 stand Horst Franke in der DDR-Auswahl beim Spiel gegen SG Dresden-Friedrichstadt. Die Auswahl war bei der 0:2-Niederlage in technischer Hinsicht deutlich dem Vereinsteam von Helmut Schön unterlegen. Im zweiten Oberligajahr verbesserte sich das im August 1950 in BSG Aktivist Brieske-Ost umbenannte Team weiter. Punktgleich – mit jeweils 43:25 Punkten – standen Motor Zwickau, Brieske und VP Dresden auf den Plätzen drei bis fünf der Abschlusstabelle 1950/51. „Hotta“ absolvierte 34 Spiele und schoss 15 Tore. Er galt neben Heinz Satrapa als der beste Linksaußen in der DDR-Oberliga. Zu seinen Vorzügen zählte, neben seinem schnellen Antritt mit und ohne Ball, seine linksfüßige Schusskraft. Im November 1950 und Mai 1951 wurde er repräsentativ in der Brandenburg-Auswahl eingesetzt. Horst Franke wurde durch seine überzeugenden Auftritte in das Allstarteam der Runden 1951 und 1952 auf Linksaußen bzw. Halblinks fixiert. Mit 18 Toren erreichte Horst Franke in der Runde 1951/52 seinen persönlichen Rekord in der Oberliga. Ab der Runde 1952/53 wuchs er in die Spielmacherrolle auf Halblinks hinein und wurde auch als offensiver linker Außenläufer eingesetzt. Dadurch trat Horst Franke nicht mehr als exponierter Torschütze für Brieske in Erscheinung. Beim Zuschauerdurchschnitt von 6.685 kam das Team aus der Niederlausitz auf doppelt so viel Zuschauer wie Einwohner. In den Runden 1952/53 und 1953/54 wurde Horst Franke im Allstarteam für die Reserve vorgesehen. Als in der Saison 1953/54 mit Heinz Lemanczyk ein Techniker und Stürmer in die Mannschaft drängte, hatte Horst Franke einen Spielpartner gefunden, mit dem er gut harmonierte. Im Oktober 1954 wurde die Ligamannschaft zum SC Aktivist Brieske-Senftenberg delegiert und kam am Rundenende 1954/55 auf den sechsten Rang. Im FDGB-Pokal gelangte Horst Franke mit seinen Mitspielern nach einem 9:0-Erfolg im Viertelfinale gegen SC Fortschritt Weißenfels in das Semifinale gegen den SC Wismut Karl-Marx-Stadt. Horst Franke schoss drei Tore. Der spätere Pokalsieger aus Aue gewann mit 4:2 Toren. In Brieske feierte Horst Franke nach 25 Einsätzen mit fünf Toren mit seinen Mannschaftskameraden die Vizemeisterschaft. Bereits am 3. Februar 1955 nahm er in der Deutschen Sporthalle in der Berliner Stalinallee vom Stellvertreter des Vorsitzenden des Ministerrats, Walter Ulbricht, die staatliche Auszeichnung Meister des Sports entgegen und war somit einer von elf Fußballspielern der DDR, die an jenem Tag diese Ehrung erhielten.
„Hotta“ wurde nochmals als Ersatzläufer für das Allstarteam nominiert. Am 4. November trennten sich die Meisterschaftskonkurrenten Brieske-Senftenberg und SC Wismut Aue vor 32.000 Zuschauern in der heimischen Glückauf-Kampfbahn mit einem 0:0-Unentschieden. Der Grubenort Brieske, der drei Kilometer vor den Toren Senftenbergs liegt, brachte es bei 3.500 Einwohnern auf durchschnittlich 9.000 Zuschauer in diesem Erfolgsjahr. Das letzte Rundenspiel wurde von Brieske mit 1:0 Toren gegen SC Einheit Dresden gewonnen. Durch die gleichzeitige 0:1-Niederlage von SC Lokomotive Leipzig in Aue wurde für die Mannschaft des Technikers Horst Franke die Vizemeisterschaft ermöglicht. Mit 33 Jahren absolvierte er in seiner letzten Runde 1961/62 in der Oberliga für Brieske nochmals 29 Spiele und schoss sechs Tore. 1963 stieg die erste Herrenmannschaft des SC Aktivist Brieske-Senftenberg aus der Oberliga ab und wurde in die Bezirkshauptstadt zum SC Cottbus verlegt. Horst Franke, der am linken Flügel mit Abschlussqualität begonnen und sich zum Halbstürmer und Offensiv-Außenläufer weiterentwickelt hatte, spielte in der Spielzeit 1964/65 noch einmal für die BSG Aktivist Brieske-Ost in der zweitklassigen Liga. Nicht zuletzt durch sein spielerisches Vermögen wurden die „Briesker Knappen“ zu einem Markenzeichen. Außer Brieske gelang es keinem „Dorfverein“, sich über ein Jahrzehnt in der Oberliga zu behaupten.
„Wir sind Marganer, haben hier das Fußballspielen gelernt und hier hören wir auch auf“. Diesem, seinem eigenen Grundsatz treu bleibend, wechselte Horst Franke nie seinen Verein. Er lehnte Angebote von VP Dresden, Turbine Erfurt und dem FC St. Pauli ab.

### Fußballnationalmannschaft der DDR, 1953 bis 1956
Das erste offizielle Länderspiel der Fußballnationalmannschaft der DDR fand am 21. September 1952 in Warschau gegen Polen statt. Unter der Leitung von Trainer Helmut Schön wurden bereits 1949 und 1950 Trainingsspiele der Auswahl ausgetragen, darunter auch das Spiel am 31. Dezember 1949 in Dresden gegen die SG Friedrichstadt-Dresden. Hierbei war Helmut Schön noch selbst als Halbstürmer beim 2:0-Sieg seiner Vereinsmannschaft aktiv. Der 20-jährige Horst Franke spielte auf Linksaußen in der DDR-Auswahl. Ohne ihren Trainer Helmut Schön weilte Ende August 1949 die DDR-Auswahl bei den Weltfestspielen in Budapest. Auch hier war Horst Franke dabei. Ein sportlich besonderes Erlebnis war, trotz der 0:5-Niederlage, das Spiel am 18. Mai 1952 in Budapest gegen das Puskás-Team. Seinen offiziell ersten Einsatz in der Ländermannschaft hatte Horst Franke am 14. Juni 1953 in Dresden beim 0:0 gegen Bulgarien. Vor 55.000 Zuschauern im Heinz-Steyer-Stadion wurde er in der 46. Minute für Rudolf Krause von Vorwärts KVP Berlin auf Halblinks eingewechselt. Es war das erste Spiel unter der Leitung des ungarischen Trainers Janos Gyarmati. Am 9. Juli 1953 stürmte Horst Franke in der DDR-Auswahl am linken Flügel beim 2:2-Unentschieden gegen den Bezirk Leipzig. Beim einzigen A-Länderspiel der Saison 1953/54, am 8. Mai 1954 in Berlin gegen Rumänien, stand er von Beginn an auf der linken Außenläuferposition. In der 46. Minute löste ihn Johannes Schöne von BSG Rotation Babelsberg ab. Das Spiel wurde mit 0:1 Toren verloren und Franke holte somit nur einen Punkt aus seinen beiden Länderspielen. Am 18. September berief ihn Trainer Oswald Pfau in die B-Länderelf beim Spiel in Magdeburg gegen Rumänien. Er lenkte auf Halblinks das Spiel und die DDR gewann mit 3:0 Toren. In der 27. Minute hatte er das 2:0 erzielt. Seinen internationalen Abschied hatte Horst Franke in seinem dritten B-Länderspiel am 22. April 1956 in Karl-Marx-Stadt gegen die CSR. Trainer Richard Hofmann vertraute im Aufbauspiel auf die zwei Halbstürmer des SC Aktivist Brieske-Senftenberg, auf Heinz Lemanczyk und Horst Franke. Die Begegnung wurde mit 0:1 Toren verloren.

## Nach der Spielerkarriere

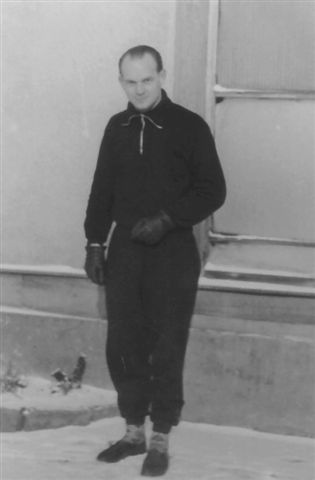
Horst Franke im Jahre 1979

Nach der Clubbildung 1954 zum SC Aktivist bot sich den Spielern als Möglichkeit einer beruflichen Weiterbildung die Gelegenheit zum Meisterstudium an der Bergbau-Ingenieur-Schule in Senftenberg. Später war Horst Franke im Braunkohlewerk Senftenberg im Büro des Neuererwesens tätig. 1990 wurde er pensioniert.
Zwei Jahre war Horst Franke Trainer bei Motor Ruhland, ein Jahr bei Aktivist Knappenrode. Mit seinen alten Kameraden spielte Horst Franke noch über viele Jahre in der Altherren-Liga des Bezirkes Cottbus.
Das Briesker Urgestein Franke, gelernter Kesselschmied, verstarb im Jahr 2006 77-jährig nach langer und schwerer Krankheit.

## Auszeichnungen
- Meister des Sports: 1955